# Uśmiech Kanoko
Uśmiech Kanoko (jap. 笑うかのこ様 Warau Kanoko-sama) – manga autorstwa Ririko Tsujity, publikowana na łamach magazynu „LaLa” wydawnictwa Hakusensha od lipca 2007 do czerwca 2009. Sequel, zatytułowany Koi dano ai dano, ukazywał od października 2009 do kwietnia 2016. 
W Polsce prawa do dystrybucji mangi nabyło Studio JG. 

## Fabuła
Kanoko Naedoko jest uczennicą trzeciej klasy gimnazjum, która niezbyt dobrze dogaduje się z ludźmi i woli trzymać się na uboczu. Jej zainteresowaniem jest obserwowanie kolegów z klasy oraz prowadzenie dziennika klasowych dramatów. Namiętne trójkąty miłosne, ciche wzdychania i szkolne plotki oznaczają dla Kanoko jedynie więcej danych! Jednak pewnego razu jej notes trafia w ręce jednego z chłopaków. Czy po tym zdarzeniu Kanoko stanie się kimś więcej niż tylko obserwatorką?

## Publikacja serii
Manga ukazywała się w magazynie „LaLa” wydawnictwa Hakusensha od 10 lipca 2007 do 10 czerwca 2009. Seria została również opublikowana w 3 tankōbonach wydanych między 5 sierpnia 2008 a 5 października 2009.
W Polsce manga została wydana przez Studio JG.
| Nr | Język japoński      | Język japoński         | Język polski     | Język polski           |
| Nr | Data wydania        | ISBN                   | Data wydania     | ISBN                   |
| -- | ------------------- | ---------------------- | ---------------- | ---------------------- |
| 1  | 5 sierpnia 2008     | ISBN 978-4-592-18630-4 | 17 lipca 2015    | ISBN 978-83-8001-077-2 |
| 2  | 5 lutego 2009       | ISBN 978-4-592-18637-3 | 9 listopada 2015 | ISBN 978-83-8001-086-4 |
| 3  | 5 października 2009 | ISBN 978-4-592-18638-0 | 5 lutego 2016    | ISBN 978-83-8001-107-6 |

Sequel mangi, zatytułowany Koi dano ai dano (jap. 恋だの愛だの), ukazywał się na łamach magazynu „LaLa” od 10 października 2009 do 9 kwietnia 2016. Został również opublikowany w 11 tankōbonach wydawanych od 5 sierpnia 2010 do 5 lipca 2016.
| Nr | Data wydania (język japoński) | ISBN (język japoński)  |
| -- | ----------------------------- | ---------------------- |
| 1  | 5 sierpnia 2010               | ISBN 978-4-592-19106-3 |
| 2  | 4 lutego 2011                 | ISBN 978-4-592-19107-0 |
| 3  | 5 sierpnia 2011               | ISBN 978-4-592-19108-7 |
| 4  | 5 kwietnia 2012               | ISBN 978-4-592-19109-4 |
| 5  | 5 listopada 2011              | ISBN 978-4-592-19110-0 |
| 6  | 5 czerwca 2013                | ISBN 978-4-592-19506-1 |
| 7  | 5 lutego 2014                 | ISBN 978-4-592-19507-8 |
| 8  | 3 października 2014           | ISBN 978-4-592-19508-5 |
| 9  | 5 sierpnia 2015               | ISBN 978-4-592-19509-2 |
| 10 | 5 lutego 2016                 | ISBN 978-4-592-19510-8 |
| 11 | 5 lipca 2016                  | ISBN 978-4-592-21029-0 |